# Fredrikstad Fotballklubb 2008
Questa voce raccoglie le informazioni riguardanti il Fredrikstad Fotballklubb nelle competizioni ufficiali della stagione 2008.

## Stagione
Il Fredrikstad chiuse la stagione al 2º posto, centrando così la qualificazione all'Europa League 2009-2010. L'avventura nella Coppa di Norvegia 2008 si chiuse ai quarti di finale, con l'eliminazione per mano dell'Odd Grenland. I calciatori più utilizzati in stagione furono Abgar Barsom e Ardian Gashi, con 28 presenze ciascuno, mentre Garðar Jóhannsson fu il miglior marcatore con 14 reti (10 in campionato, 4 in coppa).

## Maglie e sponsor
Lo sponsor tecnico per la stagione 2008 fu Umbro, mentre lo sponsor ufficiale fu Carnegie. La divisa casalinga era composta da una maglietta bianca con inserti rossi, pantaloncini rossi e calzettoni bianchi. Quella da trasferta era invece completamente nera.
| Casa | Trasferta |

## Rosa
| N. |                        | Ruolo | Calciatore         |
| -- | ---------------------- | ----- | ------------------ |
| 1  | Norvegia (bandiera)    | P     | Tommy Runar        |
| 2  | Norvegia (bandiera)    | D     | Pål André Czwartek |
| 3  | Svezia (bandiera)      | D     | Patrik Gerrbrand   |
| 4  | Norvegia (bandiera)    | D     | Vidar Martinsen    |
| 5  | Norvegia (bandiera)    | D     | Agim Shabani       |
| 6  | Norvegia (bandiera)    | C     | Hans Erik Ramberg  |
| 7  | Australia (bandiera)   | C     | Kasey Wehrman      |
| 9  | Estonia (bandiera)     | D     | Raio Piiroja       |
| 10 | Ghana (bandiera)       | A     | Dominic Adiyiah    |
| 10 | Norvegia (bandiera)    | A     | Tarik Elyounoussi  |
| 11 | Brasile (bandiera)     | A     | Éverton            |
| 11 | Stati Uniti (bandiera) | A     | Brian West         |
| 12 | Norvegia (bandiera)    | P     | Lasse Staw         |
| 13 | Norvegia (bandiera)    | C     | Dardan Mehmeti     |
| 14 | Norvegia (bandiera)    | C     | Raymond Kvisvik    |

| N. |                           | Ruolo | Calciatore          |
| -- | ------------------------- | ----- | ------------------- |
| 15 | Norvegia (bandiera)       | D     | Joachim Thomassen   |
| 16 | Norvegia (bandiera)       | C     | Martin Elvestad     |
| 17 | Brasile (bandiera)        | D     | Wallace             |
| 19 | Svezia (bandiera)         | A     | Andreas Tegström    |
| 20 | Costa d'Avorio (bandiera) | A     | Ismaël Béko Fofana  |
| 21 | Norvegia (bandiera)       | C     | Ardian Gashi        |
| 22 | Svezia (bandiera)         | P     | Daniel Örlund       |
| 24 | Norvegia (bandiera)       | D     | Jan Tore Ophaug     |
| 25 | Norvegia (bandiera)       | P     | Erik Bråthen        |
| 26 | Costa d'Avorio (bandiera) | C     | Konan Serge Kouadio |
| 27 | Islanda (bandiera)        | A     | Garðar Jóhannsson   |
| 28 | Norvegia (bandiera)       | D     | Christian Halvorsen |
| 29 | Norvegia (bandiera)       | A     | Michael Trulsen     |
| 77 | Svezia (bandiera)         | C     | Abgar Barsom        |

## Calciomercato

### Sessione invernale(dal 01/01 al 31/03)
| Acquisti | Acquisti          | Acquisti         | Acquisti   |
| R.       | Nome              | da               | Modalità   |
| -------- | ----------------- | ---------------- | ---------- |
| P        | Tommy Runar       | Start            | prestito   |
| D        | Jan Tore Ophaug   | Odense           | definitivo |
| D        | Joachim Thomassen | Sarpsborg Sparta | definitivo |
| D        | Wallace           | Sheriff Tiraspol | definitivo |
| C        | Abgar Barsom      | Örebro           | definitivo |

| Cessioni | Cessioni            | Cessioni     | Cessioni   |
| R.       | Nome                | a            | Modalità   |
| -------- | ------------------- | ------------ | ---------- |
| P        | Rami Shaaban        | Hammarby     | definitivo |
| C        | Christian Berg      | Bodø/Glimt   | definitivo |
| C        | John Anders Bjørkøy | Lillestrøm   | definitivo |
| C        | Miikka Multaharju   |              | svincolato |
| A        | Øyvind Hoås         | Sarpsborg 08 | definitivo |
| A        | Hermanni Vuorinen   |              | svincolato |

### Sessione estiva(dal 01/08 al 31/08)
| Acquisti | Acquisti        | Acquisti          | Acquisti   |
| R.       | Nome            | da                | Modalità   |
| -------- | --------------- | ----------------- | ---------- |
| P        | Daniel Örlund   | AIK               | prestito   |
| A        | Dominic Adiyiah | Heart of Lions    | definitivo |
| A        | Éverton         | ADAP/Galo Maringá | prestito   |

| Cessioni | Cessioni            | Cessioni   | Cessioni      |
| R.       | Nome                | a          | Modalità      |
| -------- | ------------------- | ---------- | ------------- |
| C        | Konan Serge Kouadio | Charlton   | fine prestito |
| A        | Tarik Elyounoussi   | Heerenveen | definitivo    |
| A        | Ismaël Béko Fofana  | Charlton   | fine prestito |

## Risultati

### Eliteserien

#### Girone di andata
| Arbitro: | Skjerven (Kaupanger) |

|                                   |           |                                |
| Helstad 18’, 84’, 89’ Karadas 63’ | Marcatori | 26’ Elyounoussi 72’ Jóhannsson |

| Arbitro: | Hagen (Grue) |

|                      |           |                   |
| Elyounoussi 70’, 84’ | Marcatori | 76’ (rig.) Hoseth |

| Arbitro: | Sandmoen (Kjelsås) |

|          |           |                                |
| Koné 44’ | Marcatori | 21’ (rig.) Wehrman 77’ Ramberg |

| Arbitro: | Helgerud (Lier) |

|                          |           |  |
| Piiroja 82’ Tegström 90’ | Marcatori |  |

| Oslo 27 aprile 2008, ore 18:00 5ª giornata | Lyn Oslo             | 0 – 0 referto | Fredrikstad | Bislett Stadion (10.089 spett.)\| Arbitro: \| Olsen (Kristiansand) \| |
| Arbitro:                                   | Olsen (Kristiansand) |               |             |                                                                       |

| Arbitro: | Øvrebø (Oslo) |

|                |           |              |
| Gashi 42’, 68’ | Marcatori | 38’ Ringberg |

| Arbitro: | Sandmoen (Kjelsås) |

|                                                            |           |  |
| Wallace 29’ Jóhannsson 39’, 45’ Elyounoussi 71’ Barsom 75’ | Marcatori |  |

| Arbitro: | Staberg (Harstad) |

|         |           |  |
| Ohr 45’ | Marcatori |  |

| Arbitro: | Moen (Haugesund) |

|  |           |                                 |
|  | Marcatori | 14’ Nannskog 69’, 82’ Alanzinho |

| Arbitro: | Staberg (Harstad) |

|  |           |           |
|  | Marcatori | 41’ Gashi |

| Arbitro: | Moen (Haugesund) |

|                            |           |             |
| Jóhannsson 15’ Kvisvik 47’ | Marcatori | 6’ Sæternes |

| Arbitro: | Sælen (Bergen) |

|              |           |                |
| Ødegaard 83’ | Marcatori | 80’ Jóhannsson |

| Arbitro: | Hauge (Bergen) |

|                                              |           |  |
| Jóhannsson 2’, 44’ Elyounoussi 9’ Barsom 31’ | Marcatori |  |

#### Girone di ritorno
| Arbitro: | Olsen (Trondheim) |

|                                                            |           |                |
| Stenvoll 32’ Andersson 38’ Nannskog 48’, 90’ Alanzinho 56’ | Marcatori | 20’ Jóhannsson |

| Arbitro: | Berntsen (Vang) |

|             |           |  |
| Wallace 52’ | Marcatori |  |

| Arbitro: | Staberg (Harstad) |

|             |           |             |
| Shelton 85’ | Marcatori | 57’ Piiroja |

| Arbitro: | Edvartsen (Hamar) |

|                                |           |  |
| Ramberg 57’ Wehrman 75’ (rig.) | Marcatori |  |

| Arbitro: | Johnsen (Tønsberg) |

|            |           |               |
| Bjerke 22’ | Marcatori | 61’ Gerrbrand |

| Ålesund 30 agosto 2008, ore 19:00 19ª giornata | Aalesund          | 0 – 0 referto | Fredrikstad | Color Line Stadion (9.731 spett.)\| Arbitro: \| Staberg (Harstad) \| |
| Arbitro:                                       | Staberg (Harstad) |               |             |                                                                      |

| Arbitro: | Sælen (Bergen) |

|             |           |              |
| Wallace 74’ | Marcatori | 45’ Ya Konan |

| Arbitro: | Alseth (Stjørdal) |

|                       |           |             |
| Sti. Johansen 4’, 64’ | Marcatori | 40’ Wallace |

| Arbitro: | Øvrebø (Oslo) |

|                           |           |         |
| Jóhannsson 52’ Barsom 74’ | Marcatori | 33’ Aas |

| Arbitro: | Hagen (Grue) |

|             |           |                            |
| Sundgot 69’ | Marcatori | 17’ Éverton 49’ Jóhannsson |

| Arbitro: | Johnsen (Tønsberg) |

|             |           |  |
| Kvisvik 42’ | Marcatori |  |

| Arbitro: | Alseth (Stjørdal) |

|         |           |                   |
| Mota 6’ | Marcatori | 82’, 88’ Tegström |

| Arbitro: | Hafsås (Trondheim) |

|  |           |                           |
|  | Marcatori | 48’ Guastavino 75’ Holmen |

### Coppa di Norvegia
| Mysen 12 maggio 2008, ore 18:00 Primo turno                                                                             | Mysen     | 1 – 6 referto                                                            | Fredrikstad | Hærland Stadion (2.300 spett.) |
| \| \| \| \| \| Fladberg 30’ \| Marcatori \| 20’ Piiroja 31’ Kvisvik 53’ Tegström 55’, 87’ Jóhannsson 87’ Elyounoussi \| |           |                                                                          |             |                                |
| |           |                                                                          |             |                                |
| Fladberg 30’ | Marcatori | 20’ Piiroja 31’ Kvisvik 53’ Tegström 55’, 87’ Jóhannsson 87’ Elyounoussi |             |                                |

| Arbitro: | Borgersen (Oslo) |

|                          |           |                                 |
| Hatlén 72’ Gundersen 90’ | Marcatori | 18’ Wehrman 79’, 85’ Jóhannsson |

| Arbitro: | Hagen (Grue) |

|  |           |           |
|  | Marcatori | 34’ Gashi |

| Arbitro: | Olsen (Kristiansand) |

|                                               |           |                     |
| Barsom 21’, 51’, 86’ Kvisvik 26’ Tegström 39’ | Marcatori | 48’ Vange 75’ Šarić |

| Skien 16 agosto 2008, ore 19:00 Quarti di finale | Odd Grenland         | 2 – 2 (d.t.s.) referto                         | Fredrikstad | Skagerak Arena (8.054 spett.) |
| \| \| \| \| \| Kovács 12’ Bentley 37’ \| Marcatori \| 59’ Barsom 64’ (rig.) Wehrman \| \| Kovács Gulsvik Jensen Fevang Hansén Valencia \| Tiri di rigore 5 – 4 \| Gashi Trulsen Fofana Czwartek Barsom Gerrbrand \| |                      |                                                |             |                               |
| |                      |                                                |             |                               |
| Kovács 12’ Bentley 37’ | Marcatori            | 59’ Barsom 64’ (rig.) Wehrman                  |             |                               |
| Kovács Gulsvik Jensen Fevang Hansén Valencia | Tiri di rigore 5 – 4 | Gashi Trulsen Fofana Czwartek Barsom Gerrbrand |             |                               |

## Statistiche

### Statistiche di squadra
| Competizione      | Punti | In casa | In casa | In casa | In casa | In casa | In casa | In trasferta | In trasferta | In trasferta | In trasferta | In trasferta | In trasferta | Totale | Totale | Totale | Totale | Totale | Totale | DR  |
| Competizione      | Punti | G       | V       | N       | P       | Gf      | Gs      | G            | V            | N            | P            | Gf           | Gs           | G      | V      | N      | P      | Gf     | Gs     | DR  |
| ----------------- | ----- | ------- | ------- | ------- | ------- | ------- | ------- | ------------ | ------------ | ------------ | ------------ | ------------ | ------------ | ------ | ------ | ------ | ------ | ------ | ------ | --- |
| Eliteserien       | 48    | 13      | 10      | 1       | 2       | 24      | 10      | 13           | 4            | 5            | 4            | 14           | 18           | 26     | 14     | 6      | 6      | 38     | 28     | +10 |
| Coppa di Norvegia | -     | 1       | 1       | 0       | 0       | 5       | 2       | 4            | 3            | 1            | 0            | 12           | 5            | 5      | 4      | 1      | 0      | 17     | 7      | +10 |
| Totale            | -     | 14      | 11      | 1       | 2       | 29      | 12      | 17           | 7            | 6            | 4            | 26           | 23           | 31     | 18     | 7      | 6      | 55     | 35     | +20 |

### Statistiche dei giocatori
| Giocatore      | Eliteserien | Eliteserien | Eliteserien | Eliteserien | Coppa di Norvegia | Coppa di Norvegia | Coppa di Norvegia | Coppa di Norvegia | Totale   | Totale | Totale      | Totale     |
| Giocatore      | Presenze    | Reti        | Ammonizioni | Espulsioni  | Presenze          | Reti              | Ammonizioni       | Espulsioni        | Presenze | Reti   | Ammonizioni | Espulsioni |
| -------------- | ----------- | ----------- | ----------- | ----------- | ----------------- | ----------------- | ----------------- | ----------------- | -------- | ------ | ----------- | ---------- |
| D. Adiyiah     | 4           | 0           | 0           | 0           | 0                 | 0                 | 0                 | 0                 | 4        | 0      | 0           | 0          |
| A. Barsom      | 23          | 3           | 2           | 2           | 5                 | 4                 | 1                 | 0                 | 28       | 7      | 3           | 2          |
| E. Bråthen     | 0           | 0           | 0           | 0           | 0                 | 0                 | 0                 | 0                 | 0        | 0      | 0           | 0          |
| P. Czwartek    | 18          | 0           | 0           | 0           | 5                 | 0                 | 1                 | 0                 | 23       | 0      | 1           | 0          |
| M. Elvestad    | 3           | 0           | 0           | 0           | 1                 | 0                 | 0                 | 0                 | 4        | 0      | 0           | 0          |
| T. Elyounoussi | 16          | 5           | 1           | 0           | 3                 | 1                 | 0                 | 0                 | 19       | 6      | 1           | 0          |
| Éverton        | 8           | 1           | 0           | 0           | 0                 | 0                 | 0                 | 0                 | 8        | 1      | 0           | 0          |
| I. Fofana      | 1           | 0           | 0           | 0           | 2                 | 0                 | 0                 | 0                 | 3        | 0      | 0           | 0          |
| A. Gashi       | 25          | 3           | 4           | 0           | 3                 | 1                 | 0                 | 0                 | 28       | 4      | 4           | 0          |
| P. Gerrbrand   | 21          | 1           | 3           | 0           | 3                 | 0                 | 0                 | 0                 | 24       | 1      | 3           | 0          |
| C. Halvorsen   | 0           | 0           | 0           | 0           | 0                 | 0                 | 0                 | 0                 | 0        | 0      | 0           | 0          |
| G. Jóhannsson  | 22          | 10          | 1           | 0           | 3                 | 4                 | 0                 | 0                 | 25       | 14     | 1           | 0          |
| K. Kouadio     | 9           | 0           | 1           | 0           | 2                 | 0                 | 0                 | 0                 | 11       | 0      | 1           | 0          |
| R. Kvisvik     | 19          | 2           | 3           | 1           | 5                 | 2                 | 0                 | 0                 | 24       | 4      | 3           | 1          |
| V. Martinsen   | 7           | 0           | 0           | 0           | 2                 | 0                 | 0                 | 0                 | 9        | 0      | 0           | 0          |
| D. Mehmeti     | 0           | 0           | 0           | 0           | 0                 | 0                 | 0                 | 0                 | 0        | 0      | 0           | 0          |
| J. Ophaug      | 21          | 0           | 1           | 0           | 2                 | 0                 | 0                 | 0                 | 23       | 0      | 1           | 0          |
| D. Örlund      | 9           | 0           | 1           | 0           | 0                 | 0                 | 0                 | 0                 | 9        | 0      | 1           | 0          |
| R. Piiroja     | 23          | 2           | 4           | 0           | 4                 | 1                 | 0                 | 0                 | 27       | 3      | 4           | 0          |
| H. Ramberg     | 23          | 2           | 1           | 0           | 4                 | 0                 | 1                 | 0                 | 27       | 2      | 2           | 0          |
| T. Runar       | 7           | 0           | 0           | 0           | 4                 | 0                 | 0                 | 0                 | 11       | 0      | 0           | 0          |
| A. Shabani     | 0           | 0           | 0           | 0           | 1                 | 0                 | 0                 | 0                 | 1        | 0      | 0           | 0          |
| A. Tegström    | 17          | 3           | 0           | 0           | 4                 | 2                 | 1                 | 0                 | 21       | 5      | 1           | 0          |
| J. Thomassen   | 14          | 0           | 1           | 0           | 4                 | 0                 | 0                 | 0                 | 18       | 0      | 1           | 0          |
| M. Trulsen     | 4           | 0           | 0           | 0           | 2                 | 0                 | 0                 | 0                 | 6        | 0      | 0           | 0          |
| Wallace        | 22          | 4           | 3           | 1           | 5                 | 0                 | 0                 | 0                 | 27       | 4      | 3           | 1          |
| K. Wehrman     | 17          | 2           | 1           | 0           | 5                 | 2                 | 0                 | 1                 | 22       | 4      | 1           | 1          |
| B. West        | 0           | 0           | 0           | 0           | 0                 | 0                 | 0                 | 0                 | 0        | 0      | 0           | 0          |